# Bălești-Cătun
Bălești-Cătun – wieś w Rumunii, w okręgu Alba, w gminie Bistra. W 2011 roku liczyła 69 mieszkańców.